# Джон Стойко
Джон Стойко, також Іван Стойко (1916—2007) — український криптограф, мовознавець, громадський діяч. Чоловік Марії Стойко (Захарченко,1932 — 2009), швагро її сестри Даші Гриценко.

## Життєпис
Відомо, що він високоосвічена людина родом із Полісся. Під час великого ісходу, юнаком діставсь із батьками до Німеччини, де вчився в гімназії, а після переїзду до США потрапив до американської армії, в якій служив у час корейської війни. Американське командування відкрило в ньогонебуденний талант у відшифровуванні воєнних кодів, писаними різними мовами азійських народів. На тому посту він пробув до кінця війни, після якої скінчив школу IBM і відтоді працював інженером продукції інструментів контролю комп'ютерів у військових літаках. Займав поважне й довірочне становище в державній воєнній продукції.

### Творча спадщина
Минуло більше двох тисяч років відтоді, як популярним був вираз «Etruscum non legitur» (етруське не читається). Етруська абетка послуговувалася західногрецькою абеткою, яка досить добре розібрана сучасними етрускологами, котрі мають можливість оперувати понад 12 тис. написів. Більшість цього епіграфічного матеріалу — короткі епітафії на могилах або вотивні посвяти, які загалом зрозумілі та не потребують якогось особливого тлумачення, бо здебільше складаються із займенників та особистих імен. Проте великі тексти релігійного змісту (від ста слів і більше) й досі мало зрозумілі. Причиною є те, що етруську мову неможливо поки що віднести до жодної з відомих мовних сімей, тому етимологічний метод дешифровки не працює.
«Банк» зрозумілих етруських слів (він на сьогодні сягає близько 200 термінів, відкритих за допомогою комбінаторного методу. Тому кожний віднайдений текст одразу стає сенсацією. Не став винятком і 1964 р., коли італійські дослідники на чолі з М. Паллоттіно оприлюднили золоті пластинки з паралельними етруським і фінікійським текстами.
Ознайомившись із фактичним матеріалом, Стойко розробив метод розшифровки етруських надписів, який суттєво відрізняється від методів інших лінгвістів.
Сторонньому спостерігачеві важко визначити в кожному конкретному випадку ту чи іншу з відзначених причин ідеології явища історико-мовної міфотворчості  у середовищі ініціаторів і послідовників таких поглядів, де одні ідеї породжені не тільки, безперечно, цілком благородною метою й щирими патріотичними намірами, а й такою ж щирою наївністю, а інші можуть бути вже свідомо запрограмовані з відповідною настановою, а ще якісь, можливо, викликані насамперед амбітними претензіями авторів, як, наприклад, деякі з неоязичницьких культів. У середовищі цілком свідомих представників цієї ідеології висловлюється також думка, що на складному шляху консолідації української нації та формування в масовій свідомості української національної ідеї існує пряма потреба в цілеспрямованій самоміфологізації.
На позиціях ствердження доцільності подібного ідеологізованого крену в складних пошуках української етнічно-мовної ідентичності й навіть культивування відповідних міфологізованих конструктів перебуває й частина науковців, у тому числі й гуманітаріїв. У дискусіях про справжність/несправжність видань, у яких убачають містифікацію: «Велесової книги», а також менш відомого трактату подібного змісту, але віднесеного ще до скіфської доби — «Рукопису Войнича(VMS)», переклад декількох глав якого опублікований Дж. Стойко в США 1978 р. і перевиданого в 90-ті роки в Україні заходами В. Довгича під назвами «Послання оріян хозарам» (1996 р.) та «Рукопис Ора» (1998 р.), — апелюють, зокрема, до періоду слов'янського відродження 1-ї пол. XIX ст., коли, наприклад, значний вплив на формування національної свідомості чехів зробили опубліковані В. Ганкою та И. Ліндою нібито старочеські пам'ятки «Краледвірський рукопис» і «Зеленогірський рукопис», незважаючи на кваліфікацію їх як підробок відомими вченими-славістами (згадують також літературні містифікації Дж. Макферсона, який опублікував у 60-х роках XVIII ст. свої твори як давній героїчний епос під ім'ям легендарного шотландського барда Оссіана).
Справді, не можна заперечити того факту, що під масою та напором такого роду тверджень навіть серед «інтелігентної публіки», зокрема й осіб із вищою гуманітарною освітою, з'явилася певна кількість тих, хто вірить у їхню істинність або принаймні припускає їх можливість (це звичайно люди, позитивно або принаймні лояльно настроєні щодо «української ідеї», які, як це звичайно й буває, не вдумуються в суть пропонованої в цих гіпотезах доказової бази), свідченням чого. наприклад, можуть бути сюжети книг Кузича-Березовського «Оріяна» та «Праісторія України», та ін.
Однак те, що український лінгвіст мав рацію щодо слов'янської версії походження VMS, засвідчили теоретичні напрацювання професора Єльського університету, фізика Вільяма Ральфа Беннетта (1930—2008). Він одним із перших використав для визначення частоти символів манускрипту комп'ютер. «Рівень ентропії» в тексті VMS виявився трохи нижчим, ніж у багатьох інших відомих мовах (в середньому не більше 10 біт на слово, менше, ніж у латини і в англійській мові, якщо називати «словами» групи символів манускрипту, відокремлені один від одного пробілами. Для порівняння: ентропія англійської мови становить у середньому близько 2 біти на букву.
Цей факт привів професора Беннетта до кількох цікавих висновків.
По-перше, він заявив, що навряд чи шифр, яким користувався автор манускрипту, був поліалфавітним — в такому випадку ентропія тексту була б значно вищою.
По-друге, порівнюючи ентропію різних мов, він звернув увагу на те, що за своїми показниками до мови VMS ближче всіх знаходиться... гавайська (Беннетт стверджував, що гавайську мову він привів тільки для прикладу і схожість по частотним показниками зовсім не означає реального спорідненості мов, тобто збіг «показників ентропії» абсолютно випадковий). Поверхнево деякі символи здалися вченому схожими з глаголицею.
Беннетт ніяк не розвинув ідеї про подібність деяких символів VMS з глаголичними — він просто звернув увагу на цей факт. Будь-яких своїх версій розшифровки документа вчений не запропонував

### Громадська робота
Відомо, що Іван Стойко керував зібраннями українського Клюбу Ґрадуантів Детройту-Віндзору, заснованого 9 жовтня 1939 р. для допомоги молоді у бажанні навчатись. Від 1941 рок Клюб почав видавати стипендії студентам, як успішно навчаються в університетах. З 1955 р. увійшло в практику відзначення винятково заслужених осіб українського походження титулом «Українець року».

Також Стойко займав провідну посаду в корпорації «Українське село» в Детройті-Воррені, унікальне поселення для старших віком людей «Українське село». Створений у 1985 осередок був ідеєю волонтерів управи 58-го Відділу СУА у Детройті. З 1986 р. президент корпорації Стефан Віхар, другий заступник президента Іван Стойко. 
Наша праця і посвята для старших віком є взірцем для багатьох українських громад не лише тут, але і в Україні. 
— сказав С. Віхар, вітаючи присутніх на зборах корпорації у 2000 р. Представляючи публіці д-ра Ізутачина і Христину Нюман, спеціалістів із лікарні ім. Форда, президент С. Віхар докладно розповів про їхню величезну і безкорисливу допомогу для України, зокрема про проект сприяння лікарні для немовлят у Львові.

### Релігійні контексти
Мігранти з українських земель були цілковито несвідомі національно, проте, вони були цілковито релігійні і привезли з собою релігійно-культурну традицію, що сягала в давнину до днів Київської Русі. Висвітлюючи проблему формування етнонаціональної ідентичності американських українців, М. Куропась наголошує на вагомій ролі Українського народного союзу. Дослідник зазначає, що облаштувавшись у новій країні, знайшовши роботу (здебільшого фізично важку), організувавши свій побут та налагодивши життя в новому для себе суспільстві, засновники Народного Союзу хотіли більшого. Вони переживали культурне оновлення і духовний ріст. Саме це, як вважає М. Куропась, не дозволило їм зупинитися на досягнутому:
«Вони організовували парафії, будували церкви, закладали допомогові спілки, і поклали початок Народного Союзу».

Дослідник зазначає, що хоча початковою метою Народного Союзу було забезпечення членів організації та їх родин грошовою допомогою, організація дбала й про національну просвіту: 
…саме УНС, більш ніж будь-яка інша організація в Сполучених Штатах, перетворив русинських селян в українських патріотів.
Ще одним характерним духовним явищем у повсякденному житті США на початку 60-х років ХХ ст. було виникнення «хвилі» нових релігійних течій. Їх феномен — складне, неоднозначне, багатогранне і внутрішньо суперечливе явище. Він включає в себе велику кількість різноманітних за напрямками релігій із найнесподіванішими і екстравагантними способами поведінки та діяльності. На кінець ХХ століття утворилося близько тисячі таких релігій. Вони з`явилися в Північній Америці і поширились у Західній та Східній Європі, включаючи Україну.
Значне місце серед нових релігійних течій займало Об'єднання Синів і Дочок України Рідної Української Національної Віри (ОСІДУ РУНВіри) — Всеукраїнської Ради релігійних об'єднань РУНвіри, яка служить культу Бога Сонця Дажбога. Це професійно створена релігійна організація, що володіла сучасним, фундаментальним, синкретичним, багатоаспектним та наукоподібним вченням під назвою РУНвіра, мала ієрархічну структуру (ОСІДУ РУНвіри) і мету діяльності (Українська духовна революція)
Духовний центр РУНВіри — Оріяна — розміщений у містечку Спрінг Глен, що на 128 кілометрів північніше Нью-Йорку. Там знаходяться Святиня Матері-України — центральний храм конфесії, Священна Рада Святині Матері-України, видавництво, друкується двомісячник «Самобутня Україна». В українській версії інтернет-видання альманаху наявні також праці мовознавця Івана Стойко.
Поява новітніх релігій (включаючи ОСІДУ РУНвіри) співпала з величезною економічною кризою, яка охопила всі без винятку сфери суспільного життя США і яку можна порівняти лише з ідентичною промислово-фінансовою кризою 1837—1843 рр.
Перші спроби віросповідного оформлення переосмисленого та адаптованого до сучасності язичництва (під назвою неоязичництво) були здійснені українським філософом, санскритологом, вченим-публіцистом, ініціатором та організатором руху за відновлення віри стародавніх українців, вихідцем з України, який емігрував до Канади, Володимиром Шаяном. За його визнанням, рішення відновити язичництво постало у нього ще в 1934 р. Основи неоязичництва були ним закладені в низці прозових і поетичних творів, найфундаментальнішим із яких зібрані укнизі «Віра предків наших».
На початку 60-х років у цьому процесі сформувався інший напрямок, на чолі якого став доктор філософії, історик, лінгвіст, поет, вихідець з України, який емігрував до США, Лев Силенко. Між цими двома напрямками тривалий час йшла конкурентна боротьба.